# بایگانی شماره بازیکنان فوتبال
بایگانی شماره بازیکنان فوتبال اصطلاحی ورزشی‌است که به یک سنت در میان باشگاه‌های ورزشی اشاره دارد که طی آن شماره‌ای از ترکیب یک تیم به احترام بازیکنی که قبلاً آن شماره را در اختیار داشته‌است، به کسی داده نمی‌شود.

## زمینه

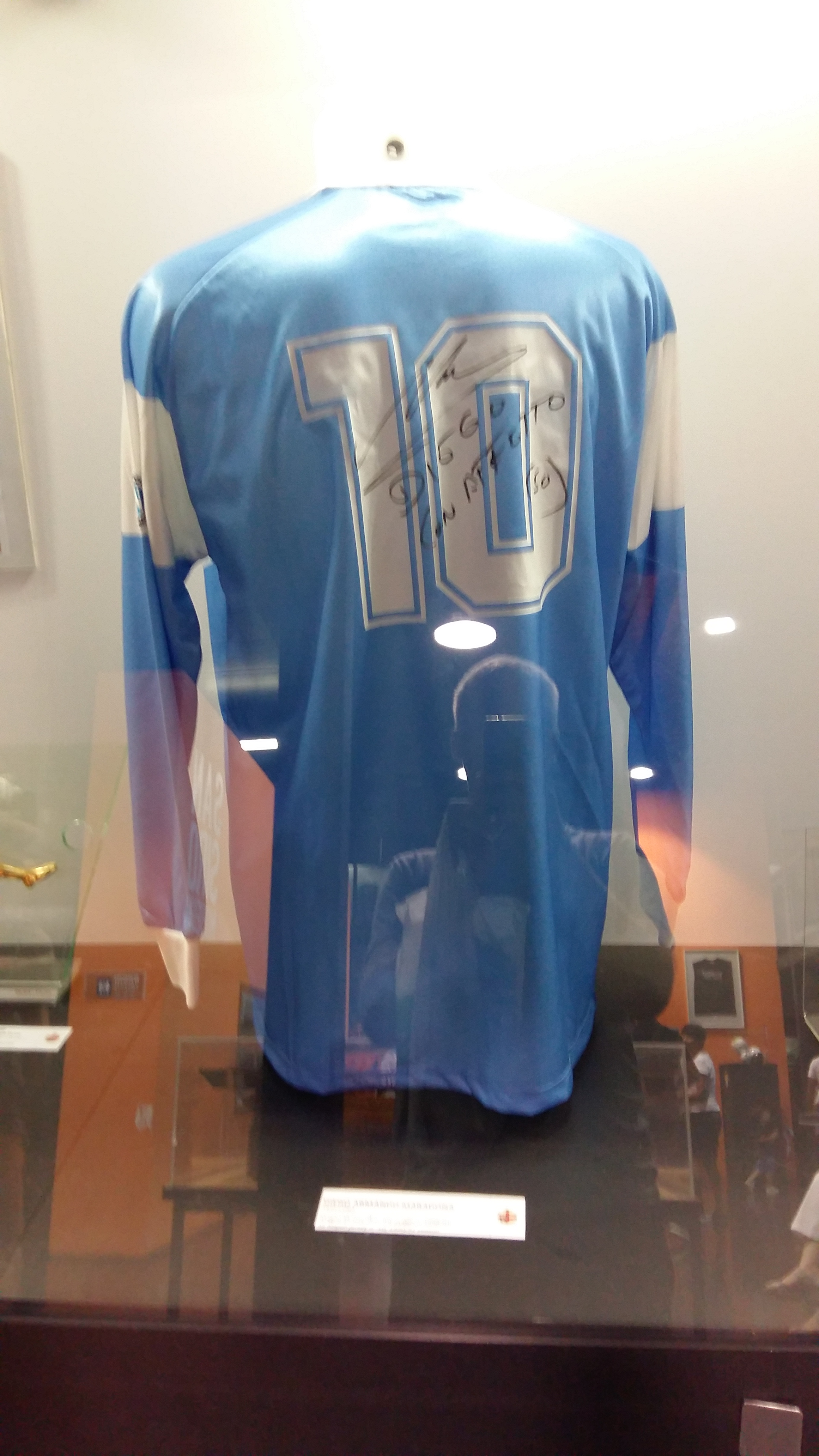
پیراهن امضا شده‌ای که دیگو مارادونا در دوران بازی او در باشگاه ایتالیایی ناپولی پوشیده بود، در موزه سن سیرو، میلان به نمایش گذاشته شد. شماره ۱۰ او در سال ۲۰۰۰ توسط ناپولی بایگانی شد.

این کار که مدت‌ها در ورزش‌های اصلی آمریکای شمالی برقرار بود، یک کار جدید در فوتبال است، زیرا تا دهه ۱۹۹۰ از شماره‌های تیم برای بازیکنان خاص استفاده نمی‌شد. قبل از آن، برای بازیکنان در ترکیب اصلی معمول بود که از اعداد ۱ تا ۱۱ بر اساس ترکیب یا پست و بر اساس بازی در مسابقه استفاده می‌شد و بازیکنان تعویضی از ۱۲ به بالا شماره‌گذاری می‌شدند، به این معنی که یک بازیکن ممکن بود در طول مسابقات شماره‌های متفاوتی به تن کند. زیرا ممکن بود به دلایل تاکتیکی در پست‌های مختلف بازی کنند یا در ترکیب اصلی حضور نداشته باشند.
با این وجود، در لیگ آمریکایی NASL، بازیکنان از زمان آغاز به کار آن در سال ۱۹۶۷ همیشه شماره‌های دائمی را به تن می‌کردند. علاوه بر این، شماره ۱۰ پله توسط نیویورک کاسموس در جریان خداحافظی ستاره برزیلی در ۱ اکتبر ۱۹۷۷ بایگانی شد و احتمالاً اولین شماره بایگانی‌شده تاریخ در فوتبال بود.
مکزیک کشوری پیشگام در استفاده از اعداد دائمی در فوتبال بود که در دهه ۱۹۸۰ در دسته برتر فوتبال مکزیک این کار را انجام داد.
بایگانی شماره بازیکن معمولاً پس از ترک تیم یا بازنشستگی بازیکن اتفاق می‌افتد. این کار برای ابراز احترام به بازیکنی است که برای باشگاهش ارزش زیادی داشته است که شماره پیراهنی را که بازیکن در مدت حضور خود در آنجا می‌پوشیده است بایگانی می‌کند، به این معنی که هیچ بازیکن دیگری مجاز به استفاده از آن شماره در آینده نیست. در برخی موارد مانند جیسون مایل، ویتوریو مرو، مارک ویوین فو، میکلوش فهر، ری جونز، دیلان تامبایدس، فرانسوا استرشله، داوید دی توماسو، آنتونیو پوئرتا، بسین ادریزج، پیرماریو موروسینی و داویده آستوری، شماره‌ها بایگانی شد تا پس از مرگ به بازیکنی احترام بگذارد که در حالی که هنوز بازی می‌کرد درگذشت. همچنین، باشگاه فردریکستاد نروژی شماره داگفین انرلی را پس از یک برخورد در زمین بازی که باعث فلج شدن او شد، بایگانی کرد. در بریتانیا، تنها شماره پیراهن بابی مور، جک لستر و جود بلینگهام به دلیل خدمات عالی به باشگاه در مقابل یک حادثه غم انگیز بایگانی شده است. اگرچه به طور رسمی بایگانی نشده است، اما پیراهن شماره ۲۵ جان‌فرانکو زولا و شماره ۲۶ جان تری به ترتیب از زمان ترک باشگاه‌های در سال ۲۰۰۳ و ۲۰۱۷ توسط چلسی مجدداً استفاده نشده است.
تیم‌های ملی آرژانتین، اکوادور و کامرون به ترتیب شماره‌های دیگو مارادونا (۱۰)، کریستین بنیتز (۱۱) و مارک ویوین فو (۱۷) را با توجه به قوانین فیفا در مورد شماره تیم‌ها برای مسابقات فینال بایگانی کرده‌اند. در سایر رقابت‌ها، مسابقات مقدماتی یا دوستانه، اتحادیه‌های ملی می‌توانند بر اساس معیارهای انتخابی خود شماره‌هایی را تعیین کنند. به این ترتیب، به دلیل قوانین شماره‌گذاری تیم‌های کنفدراسیون‌های قاره‌ای، چندین باشگاه ملزم به استفاده مجدد از شماره‌های بایگانی برای مسابقات باشگاهی قاره‌ای شده‌اند. به عنوان مثال، سی‌ای‌اف و کونمبول در مسابقات باشگاهی خود چنین قوانینی دارند، اما کونکاکاف چنین قوانینی را ندارد.
برخی از تیم‌های آمریکای جنوبی (مانند یونیورسیتاریو یا فلامینگو و حتی تیم‌های مکزیکی که برای این مسابقات دعوت شده‌اند) به دلیل قوانین کونمبول که بیان می‌کند پیراهن‌ها باید از ۱ تا ۲۵ شماره‌گذاری شوند، گاهی مجبور شده‌اند شماره‌های بایگانی خود را برای موارد خاص دوباره استفاده کنند. در مسابقات باشگاهی قاره‌ای (مانند کوپا لیبرتادورس و کوپا سودامریکانا).

## شماره‌های بایگانی‌شده
| تیم                      | ش.  | بازیکن               | پست           | سال‌های فعالیت                           | یادداشت‌ها |
| ------------------------ | --- | -------------------- | ------------- | --------------------------------------- | --- |
| القبائل                  | ۹   | آلبر ابوسه           | مهاجم         | ۲۰۱۳–۲۰۱۴                               | پس از مرگ |
| گودوی کروز               | ۱۸  | سانتیاگو گارسیا      | مهاجم         | ۲۰۱۶–۲۰۲۱                               | پس از مرگ |
| راپید وین                | ۵   | پیتر شوتل            | مدافع         | ۱۹۸۶–۲۰۰۱                               | شماره او به مدت حداقل ۱۰ سال به طور موقت بایگانی شده بود. در سال ۲۰۱۳ دوباره فعال شد و در اختیار ثانوس پتسوس قرار گرفت. |
| راپید وین                | ۱۱  | استفن هافمن          | هافبک         | ۲۰۰۲–۲۰۱۸                               | برای حداقل ۱۱ سال بایگانی شده است. |
| ردبول زالتسبورگ          | ۲۶  | جاناتان سوریانو      | مهاجم         | ۲۰۱۲–۲۰۱۷                               | اسطوره باشگاه |
| اشتورم گراتس             | ۳   | گونتر نیوکرچنر       | مدافع         | ۱۹۸۹–۲۰۰۶                               | اسطوره باشگاه |
| اشتورم گراتس             | ۷   | ماریو هاس            | مهاجم         | ۱۹۹۳–۲۰۱۲                               | اسطوره باشگاه |
| ریید                     | ۲۷  | سانل کولییچ          | مهاجم         | ۲۰۰۳–۲۰۰۶                               | |
| کلوب بروژ                | ۲۳  | فرانسوا استرشله      | مهاجم         | ۲۰۰۷–۲۰۰۸                               | پس از مرگ |
| اود هورلی لوون           | ۱۳  | بیورن رویتینکس       | مهاجم         | ۲۰۰۴–۲۰۱۴                               | اسطوره باشگاه |
| نامور                    | ۳   | میشل سولیر           | مدافع         | ۱۹۶۷–۱۹۷۷                               | پس از مرگ |
| آوایی                    | ۸۸  | کلبر سانتانا         | هافبک         | ۲۰۱۲ ۲۰۱۳–۲۰۱۴                          | پس از مرگ |
| پالمیراس                 | ۱۲  | مارکوس               | دروازه‌بان     | ۱۹۹۳–۲۰۱۲                               | اسطوره باشگاه. این شماره فقط برای دروازه‌بانان بایگانی است. بازیکنان بیرون زمین از زمان بازنشستگی او این شماره را می‌پوشند. |
| سائو پائولو              | ۰۱  | روژریو سنی           | دروازه‌بان     | ۱۹۹۰–۲۰۱۵                               | اسطوره باشگاه. شماره دو رقمی او که از سال ۲۰۰۷ پوشیده شده بود، در ۱۲ دسامبر ۲۰۱۵ هنگام بازنشستگی از فوتبال بایگانی شد. ممکن است همچنان از «۱» تک رقمی استفاده شود، اما نماد «۰۱» که یک «۱۰» معکوس است، بایگانی شده است. |
| لوکوموتیو پلوودیف        | ۸   | هریستو بونو          | هافبک         | ۱۹۶۳–۱۹۶۷ ۱۹۶۸–۱۹۷۹ ۱۹۸۲–۱۹۸۴           | اسطوره باشگاه |
| لودوگورتس رازگراد        | ۸۴  | مارسلینیو            | هافبک         | ۲۰۱۱–۲۰۲۰                               | اسطوره باشگاه |
| مونترال                  | ۲۰  | مائورو بیلو          | مهاجم         | ۱۹۹۳–۱۹۹۸ ۲۰۰۰–۲۰۰۹                     | اسطوره باشگاه |
| کوبرلوا                  | ۸   | فرناندو کورنیو       | هافبک         | ۱۹۹۲–۱۹۹۷ ۲۰۰۰–۲۰۰۴                     | پس از مرگ |
| بیجینگ اسپورت یونیورسیتی | ۲۴  | شیخ تیوته            | هافبک         | ۲۰۱۷                                    | پس از مرگ |
| چنگدو تیانچنگ            | ۱۸  | یائو شیا             | مهاجم         | ۲۰۰۵–۲۰۱۰                               | اسطوره باشگاه |
| دالیان هایچانگ           | ۲۶  | ژانگ یالین           | هافبک         | ۲۰۰۰–۲۰۰۹                               | پس از مرگ |
| دالیان ترنسندنس          | ۱۷  | وانگ رنلونگ          | مهاجم         | ۲۰۱۴                                    | پس از مرگ |
| آلاخولنسه                | ۲۰  | مائوریسیو مونترو     | مدافع         | ۱۹۸۵–۱۹۹۷                               | اسطوره باشگاه |
| کارتاژینس                | ۱۱  | لئونل هرناندز        | وینگر         | ۱۹۵۷–۱۹۷۷                               | اسطوره باشگاه |
| کارتاژینس                | ۱۸  | کلودیو چیچیا         | مهاجم         | ۲۰۰۲–۲۰۰۴ ۲۰۰۵                          | |
| آنورتوسیس فاماگوستا      | ۱۴  | تمور کتسبایا         | هافبک         | ۱۹۹۱–۱۹۹۴ ۲۰۰۲–۲۰۰۹                     | اسطوره باشگاه |
| دینامو چسکه بودیوویسه    | ۸   | کارل پوبورسکی        | هافبک         | ۱۹۹۱–۱۹۹۴ ۲۰۰۵–۲۰۰۷                     | اسطوره باشگاه |
| اوبی                     | ۱۱  | توربن بویی           | مدافع         | ۱۹۸۴–۲۰۰۲                               | اسطوره باشگاه |
| نورشلان                  | ۲۶  | جاناتان ریختر        | هافبک         | ۲۰۰۵–۲۰۰۹                               | بر اثر اصابت صاعقه پای خود را از دست داد. |
| نستود                    | ۷   | راسموس گرین          | هافبک         | ۲۰۰۵–۲۰۰۶                               | پس از مرگ |
| ویبورگ                   | ۲۲  | سورن فردریکسن        | مهاجم         | ۱۹۸۹–۱۹۹۴ ۱۹۹۸ ۲۰۰۱–۲۰۰۵                | |
| آکرینگتون استنلی         | ۲۹  | بیلی کی              | مهاجم         | ۲۰۰۹–۲۰۱۰ ۲۰۱۵–۲۰۲۰                     | به دلیل مشکلات روانی بازنشسته شد. |
| بیرمنگام سیتی            | ۲۲  | جود بلینگهام         | هافبک         | ۲۰۱۹–۲۰۲۰                               | جوان ترین بازیکن تیم اصلی و گلزن تاریخ |
| چسترفیلد                 | ۱۴  | جک لستر              | مهاجم         | ۲۰۰۷–۲۰۱۳                               | |
| اکستر سیتی               | ۹   | آدام استانسفیلد      | مهاجم         | ۲۰۰۶–۲۰۱۰                               | پس از مرگ استانسفیلد بر اثر سرطان روده بزرگ در طول فصل ۱۱–۲۰۱۰، باشگاه پیراهن شماره ۹ او را برای ۹ فصل دیگر بایگانی کرد. از فصل ۲۱–۲۰۲۰ به بعد، این پیراهن توسط یک "بازیکن خانگی" پوشیده خواهد شد. در فصل ۲۳–۲۰۲۲ جی استانسفیلد پسر بزرگ وی در اولین بازی خود برای اکستر سیتی در ۳ سپتامبر ۲۰۲۲ شماره ۹ را پوشید و تا زمان حضورش در این باشگاه این شماره برای او خواهد بود. |
| هارتل پول یونایتد        | ۲۵  | مایکل مایدنس         | هافبک         | ۲۰۰۴–۲۰۰۷                               | پس از مرگ |
| مکلسفیلد تاون            | ۲۱  | ریچارد بوچر          | هافبک         | ۲۰۱۰–۲۰۱۱                               | پس از مرگ |
| منچستر سیتی              | ۲۳  | مارک ویوین فو        | هافبک         | ۲۰۰۲–۲۰۰۳                               | در حالی که برای کامرون بازی می کرد در زمین فوت کرد و در آن زمان به صورت قرضی از لیون در منچسترسیتی حضور داشت. |
| کویینز پارک رنجرز        | ۳۱  | ری جونز              | مهاجم         | ۲۰۰۶–۲۰۰۷                               | پس از مرگ |
| راشدن اند دایمندز        | ۱   | دیل رابرتس           | دروازه‌بان     | ۲۰۰۸–۲۰۱۰                               | پس از مرگ |
| وستهام یونایتد           | ۶   | بابی مور             | مدافع وسط     | ۱۹۵۸–۱۹۷۴                               | پس از مرگ |
| وستهام یونایتد           | ۳۸  | دیلان تامبایدس       | مهاجم         | ۲۰۱۰–۲۰۱۴                               | پس از مرگ |
| وایکام واندررز           | ۱۴  | مارک فیلو            | هافبک         | ۲۰۰۴–۲۰۰۶                               | پس از مرگ |
| کلرمون فوت               | ۱۴  | کلمنت پینو           | مدافع         | ۲۰۰۸–۲۰۰۹                               | پس از مرگ |
| لانس                     | ۱۷  | مارک ویوین فو        | هافبک         | ۱۹۹۵–۱۹۹۹                               | پس از مرگ |
| نانت                     | ۹   | امیلیانو سالا        | مهاجم         | ۲۰۱۵–۲۰۱۹                               | پس از مرگ |
| رن                       | ۲۹  | رومن دانزه           | مدافع راست    | ۲۰۰۶–۲۰۱۹                               | اسطوره باشگاه |
| سدان                     | ۲۹  | داوید دی توماسو      | مدافع وسط     | ۲۰۰۰–۲۰۰۴                               | پس از مرگ |
| واکر بورگهاوزن           | ۱۱  | مارک کریچی           | مهاجم         | ۲۰۰۴–۲۰۰۷                               | پس از مرگ |
| وولفسبورگ                | ۱۹  | جونیور مالاندا       | هافبک         | ۲۰۱۲–۲۰۱۵                               | پس از مرگ |
| لاریسا                   | ۲۴  | کوبی برایانت         | شوتینگ گارد   | ۱۹۹۶–۲۰۱۶                               | اسطوره بسکتبال، پس از مرگ. در ۲۷ ژانویه ۲۰۲۰ بایگانی شد، یک روز پس از کشته شدن برایانت در سقوط هلیکوپتر. |
| پائوک                    | ۱۷  | پاناگیوتیس کاتسوریس  | هافبک         | ۱۹۹۶–۱۹۹۸                               | پس از مرگ |
| سانثی                    | ۱۳  | اولوبایو آدفمی       | مدافع         | ۲۰۱۰–۲۰۱۱                               | پس از مرگ |
| سانثی                    | ۵۶  | استیو گهوری          | مدافع         | ۲۰۱۳–۲۰۱۴                               | پس از مرگ |
| مونیسیپال                | ۱۵  | خوان کارلوس پلاتا    | مهاجم         | ۱۹۹۰–۲۰۱۰                               | اسطوره باشگاه |
| رولادو                   | ۷   | ژان-روبر منلا        | مهاجم         | ۱۹۹۳–۲۰۰۷                               | شماره به پاس قدردانی از دوران حرفه‌ای وی در باشگاه و به خاطر رکورد گلزنی او در لیگ بایگانی شد. او اولین نفر در تاریخ فوتبال هائیتی است که شماره‌ای را برای همیشه از استفاده حذف می‌کند. |
| الیمپیا                  | ۱۱  | ویلمر ولاسکز         | مهاجم         | ۱۹۹۱–۱۹۹۵ ۱۹۹۶–۱۹۹۸ ۱۹۹۹–۲۰۰۱ ۲۰۰۲–۲۰۰۹ | اسطوره باشگاه |
| موتاگوا                  | ۱۶  | ادی واسکز            | هافبک         | ۲۰۰۳–۲۰۰۷                               | پس از مرگ، از ۲۰۰۷ تا ۲۰۰۹ بایگانی شد. |
| هپی ولی                  | ۲   | لئونگ سویی وینگ      | مدافع جلوزن   | ۱۹۷۶–۱۹۹۷                               | |
| هنگ کنگ رنجرز            | ۱۵  | چئونگ ییو لون        | مدافع         | ۱۹۹۲–۱۹۹۵ ۱۹۹۶–۱۹۹۹ ۲۰۰۱–۲۰۰۲           | پس از مرگ |
| تای‌پو                    | ۱۶  | مائو منگسو           | هافبک         | ۲۰۰۸–۲۰۱۰                               | پس از مرگ |
| دیوسجوری                 | ۷۷  | خوزه خوان لوکه       | وینگر         | ۱۹۹۶–۲۰۱۳                               | شماره در ۲ ژوئن ۲۰۱۳ به دلیل اینکه لوکه حرفه‌ای ترین بازیکن تاریخ دیوسجوری بود بایگانی شد. شماره او به مدت ۱۰ سال بایگانی شد. |
| فرنتس واروش              | ۲   | تیبور سیمون          | مدافع راست    | ۱۹۸۵–۱۹۹۹                               | پس از مرگ |
| بوداپست هونود            | ۱۰  | فرانس پوشکاش         | مهاجم دوم     | ۱۹۳۹–۱۹۵۶                               | در ۲۰۰۰ بایگانی شد، در ۲۰۰۶ درگذشت. |
| کرالا بلاسترز            | ۲۱  | ساندش جینگان         | مدافع         | ۲۰۱۴–۲۰۲۰                               | اسطوره باشگاه |
| بتهلهم وتگلانگ           | ۲۱  | پیتر بیاکسانگزوالا   | هافبک         | –۲۰۱۴                                   | پس از مرگ، پس از شادی بعد از گل |
| دمپو                     | ۱۰  | کریستیانو جونیور     | مهاجم         | ۲۰۰۴                                    | پس از مرگ |
| آرما                     | ۴۷  | احمد کورنیاوان       | دروازه‌بان     | ۲۰۰۶–۲۰۰۸ ۲۰۱۰–۲۰۱۷                     | پس از مرگ |
| پرسبایا سورابایا         | ۱۹  | اری ایریانتو         | هافبک         | ۱۹۹۸–۲۰۰۰                               | پس از مرگ |
| پرسلا لامونگان           | ۱   | چویرول هودا          | دروازه‌بان     | ۱۹۹۹–۲۰۱۷                               | پس از مرگ |
| پرسیجا جاکارتا           | ۲۰  | بامبانگ پامونگکاس    | مهاجم         | ۱۹۹۹–۲۰۰۵ ۲۰۰۷–۲۰۱۳ ۲۰۱۵–۲۰۱۹           | اسطوره باشگاه |
| پرسیس سولو               | ۳۳  | دیگو مندیتا          | مهاجم         | ۲۰۱۱–۲۰۱۲                               | پس از مرگ |
| پرسپولیس                 | ۲۴  | هادی نوروزی          | هافبک مهاجم   | ۲۰۰۸–۲۰۱۵                               | پس از مرگ |
| سپاهان                   | ۴   | محرم نویدکیا         | هافبک         | ۱۹۹۸–۲۰۰۴ ۲۰۰۶–۲۰۱۶                     | اسطوره باشگاه |
| ذوب‌آهن                   | ۳۰  | مهدی رجب‌زاده         | هافبک         | ۲۰۰۳–۲۰۰۷ ۲۰۱۰–۲۰۱۱ ۲۰۱۲–۲۰۱۸           | اسطوره باشگاه |
| نساجی                    | ۷   | نادر دست‌نشان         | هافبک         | ۱۹۸۳–۱۹۹۹                               | پس از مرگ |
| دری سیتی                 | ۵   | رایان مک‌براید        | مدافع وسط     | ۲۰۰۷–۲۰۱۷                               | شماره برای تقدیم به کاپیتان باشگاه پس از مرگش در خواب در سال ۲۰۱۷ در سن ۲۷ سالگی بایگانی شد. |
| دری سیتی                 | ۱۸  | مارک فارن            | مهاجم         | ۲۰۰۰–۲۰۱۴                               | شماره پس از مرگ بر اثر سرطان در سال ۲۰۱۶ به پاس اهدای رکورد گلزن برتر تاریخ باشگاه بایگانی شد. |
| لیمریک                   | ۴   | جو اوماهونی          | مدافع وسط     | ۱۹۶۶–۱۹۸۶                               | پس از مرگ |
| تریتی یونایتد            | ۴   | جو اوماهونی          | مدافع وسط     | ۱۹۶۶–۱۹۸۶                               | پس از مرگ |
| هاپوئل بئرشبع            | ۶   | چاسوه نسوفوا         | مهاجم         | ۲۰۰۷                                    | پس از مرگ |
| مکابی حیفا               | ۲۰  | یانیف کاتن           | هافبکمهاجم    | ۱۹۹۸–۲۰۰۶ ۲۰۰۶–۲۰۱۴                     | اسطوره باشگاه |
| مکابی تل آویو            | ۸   | آوی نیمنی            | مهاجم         | ۱۹۹۰–۱۹۹۷ ۱۹۹۸–۲۰۰۳ ۲۰۰۵–۲۰۰۸           | اسطوره باشگاه |
| مکابی تل آویو            | ۱۲  | منی لوی              | مدافع راست    | ۲۰۰۰–۲۰۰۲                               | |
| آتالانتا                 | ۱۴  | فدریکو پیسانی        | مهاجم دوم     | ۱۹۹۱–۱۹۹۷                               | پس از مرگ |
| باری                     | ۲   | جیووانی لوستو        | مدافع         | ۱۹۸۲–۱۹۹۳                               | |
| بولونیا                  | ۲۷  | نیکلو گالی           | مدافع         | ۲۰۰۰–۲۰۰۱                               | پس از مرگ |
| برشا                     | ۱۰  | روبرتو باجو          | مهاجم دوم     | ۲۰۰۰–۲۰۰۴                               | اسطوره باشگاه |
| برشا                     | ۱۳  | ویتوریو مرو          | مدافع         | ۱۹۹۸–۲۰۰۱ ۲۰۰۲                          | پس از مرگ |
| کالیاری                  | ۱۱  | لوئیجی ریوا          | مهاجم         | ۱۹۶۳–۱۹۷۸                               | اسطوره باشگاه |
| کالیاری                  | ۱۳  | داویده آستوری        | مدافع         | ۲۰۰۸–۲۰۱۴                               | پس از مرگ |
| کیه‌وو                    | ۳۰  | جیسون مایل           | وینگر چپ/راست | ۲۰۰۱–۲۰۰۲                               | پس از مرگ |
| کروتونه                  | ۴   | آنتونیو گالاردو      | هافبک         | ۱۹۹۵–۱۹۹۸ ۲۰۰۲–۲۰۱۶                     | اسطوره باشگاه |
| فیورنتینا                | ۱۳  | داویده آستوری        | مدافع         | ۲۰۱۵–۲۰۱۸                               | پس از مرگ |
| جنوآ                     | ۶   | جانلوکا سینیورینی    | مدافع جلوزن   | ۱۹۸۸–۱۹۹۵                               | پس از مرگ |
| جنوآ                     | ۷   | مارکو روسی           | هافبک         | ۲۰۰۳–۲۰۰۴ ۲۰۰۵–۲۰۱۳                     | اسطوره باشگاه |
| اینتر میلان              | ۳   | جاچینتو فاکتی        | مدافع چپ      | ۱۹۶۱–۱۹۷۸                               | پس از مرگ |
| اینتر میلان              | ۴   | خاویر زانتی          | مدافع راست    | ۱۹۹۵–۲۰۱۴                               | اسطوره باشگاه |
| لیورنو                   | ۲۵  | پیرماریو موروسینی    | هافبک         | ۲۰۱۲                                    | پس از مرگ |
| مسینا                    | ۴۱  | سالواتوره سولو       | هافبک         | ۲۰۰۱–۲۰۰۷                               | |
| آ.ث. میلان               | ۳   | پائولو مالدینی       | مدافع         | ۱۹۸۴–۲۰۰۹                               | اسطوره باشگاه |
| آ.ث. میلان               | ۶   | فرانکو بارزی         | مدافع         | ۱۹۷۷–۱۹۹۷                               | اسطوره باشگاه |
| ناپولی                   | ۱۰  | دیگو مارادونا        | هافبک         | ۱۹۸۴–۱۹۹۱                               | اسطوره باشگاه |
| پارما                    | ۶   | آلساندرو لوکارلی     | مدافع         | ۲۰۰۸–۲۰۱۸                               | اسطوره باشگاه |
| دلفینو پسکارا            | ۴   | وینچنزو زوکینی       | هافبک         | ۱۹۷۳–۱۹۷۹                               | پس از مرگ |
| سالرنیتانا               | ۴   | روبرتو بردا          | هافبک         | ۱۹۹۳–۱۹۹۹ ۲۰۰۳–۲۰۰۵                     | اسطوره باشگاه |
| روبور سیه‌نا              | ۴   | میشل مینیانی         | مدافع         | ۱۹۹۶–۱۹۹۷ ۱۹۹۸–۲۰۰۶                     | اسطوره باشگاه |
| ویچنزا                   | ۳   | گیولیو ساووینی       | مدافع         | ۱۹۵۳–۱۹۶۶                               | پس از مرگ |
| ویچنزا                   | ۲۵  | پیرماریو موروسینی    | هافبک         | ۲۰۰۷–۲۰۰۹ ۲۰۱۱                          | پس از مرگ |
| مونتگو بی                | ۲   | استفن مالکولم        | هافبک         | ۱۹۸۹–۲۰۰۱                               | پس از مرگ |
| رنو                      | ۷   | کاپل دونالدسون       | هافبک         |                                         | پس از مرگ |
| فوجی‌ئدا                  | ۲   | توشیهیده سایتو       | مدافع         | ۲۰۰۹–۲۰۱۳                               | |
| تسپاکوستاسو گونما        | ۳۱  | ریوسوکه اوکونو       | مدافع         | ۲۰۰۲–۲۰۰۳                               | |
| یوکوهاما مارینوس         | ۳   | نائوکی ماتسودا       | مدافع         | ۱۹۹۵–۲۰۱۰                               | پس از مرگ |
| آستانه                   | ۱   | نناد اریک            | دروازه‌بان     | ۲۰۱۱–۲۰۲۰                               | |
| شاختار قراغندی           | ۱۴  | آندری فینوچنکو       | مهاجم         | ۲۰۰۰–۲۰۱۶                               | |
| لیاپی                    | ۹   | فاضل وکری            | مهاجم         | ۱۹۷۶–۱۹۷۹                               | پس از مرگ |
| لیبریا                   | ۱۴  | ژرژ وه‌آ              | مهاجم         | ۱۹۸۷–۲۰۱۸                               | اسطوره ملی |
| الاهلی                   | ۱۴  | طارق التائب          | هافبک         | ۱۹۹۵–۲۰۰۱                               | |
| وی‌بی آدو                 | ۷   | علی اشفق             | مهاجم         | ۲۰۰۸–۲۰۱۱                               | |
| والتا                    | ۷   | گیلبرت آگیوس         | هافبک         | ۱۹۹۰–۲۰۱۳                               | اسطوره باشگاه. هنوز هم به عنوان کمک مربی تیم بزرگسالان خدمت می‌کند. |
| آتلانتی                  | ۱۲  | فلیکس هرناندز        | دروازه‌بان     | ۱۹۸۹–۱۹۹۸ ۱۹۹۹–۲۰۰۱ ۲۰۰۲–۲۰۰۳           | |
| گوادالاخارا              | ۸   | سالوادور ریس         | مهاجم         | ۱۹۵۳–۱۹۶۷ ۲۰۰۸                          | پس از مرگ |
| گوادالاخارا              | ۲۲  | خوزه مارتینز گونزالز | هافبک         | ۱۹۷۰–۱۹۸۱                               | پس از مرگ |
| مونتری                   | ۲۶  | هومبرتو سوازو        | مهاجم         | ۲۰۰۷–۲۰۱۴                               | شماره در ۱۲ دسامبر ۲۰۱۴ بایگانی شد. |
| مونتری                   | ۲۸  | خسوس آریانو          | وینگر راست    | ۱۹۹۲–۱۹۹۷ ۲۰۰۰–۲۰۱۱                     | شماره به طور کامل بایگانی نیست. آریانو اجازه پسرش را برای پوشیدن شماره ۲۸ داده است. |
| پاچوکا                   | ۱   | میگل کالرو           | دروازه‌بان     | ۲۰۰۰–۲۰۱۱                               | شماره او در ۲۳ اکتبر ۲۰۱۱ پس از بازنشستگی کالرو به عنوان یک بازیکن حرفه‌ای بایگانی شده بود. بعداً شماره او پس از مرگ در ۴ دسامبر ۲۰۱۲ دوباره بایگانی شد. |
| پاچوکا                   | ۱۷  | ارنان مدفورد         | مهاجم/وینگر   | ۱۹۹۴–۱۹۹۷                               | |
| پاچوکا                   | ۲۰  | پابلو گومز           | مهاجم/وینگر   | ۱۹۹۹–۲۰۰۱                               | پس از مرگ |
| پاچوکا                   | ۱۱۰ | آندرس چیتیوا         | هافبک         | ۲۰۰۱–۲۰۰۸ ۲۰۱۱                          | |
| تیگرس اونال              | ۷   | جرونیمو باربادیلو    | هافبک         | ۱۹۷۷–۱۹۸۲                               | |
| الرجا                    | ۲۳  | زکریا الزروالی       | مدافع         | ۲۰۱۱                                    | پس از مرگ |
| آژاکس                    | ۱۴  | یوهان کرایف          | مهاجم         | ۱۹۵۷–۱۹۷۳ ۱۹۸۱–۱۹۸۳                     | اسطوره باشگاه |
| آژاکس                    | ۳۴  | عبدالحق نوری         | هافبک         | ۲۰۱۵–۲۰۱۷                               | در یک مسابقه تدارکاتی دچار حمله آریتمی قلبی شد. |
| ناک بردا                 | ۱۳  | فری فان فلیت         | هافبک         | ۲۰۰۱–۲۰۰۲                               | پس از مرگ |
| تلستار                   | ۲۲  | لوچیانو فان دن برگ   | مدافع         | ۲۰۰۴–۲۰۰۵                               | پس از مرگ |
| اوترخت                   | ۴   | داوید دی توماسو      | مدافع وسط     | ۲۰۰۴–۲۰۰۵                               | پس از مرگ |
| ویتسه                    | ۴   | تئو بوس              | مدافع         | ۱۹۸۳–۱۹۹۸                               | پس از مرگ |
| ولینگتون فونیکس          | ۲۲  | اندرو دورانته        | مدافع         | ۲۰۰۸–۲۰۱۹                               | |
| اوسوگووو                 | ۷   | نیکولا مانتوف        | مهاجم         | ؟–۱۹۷۳                                  | پس از مرگ |
| لینفیلد                  | ۱۱  | نوئل بایلی           | مدافع         | ۱۹۸۶–۲۰۱۱                               | شماره در سال ۲۰۱۱ بایگانی شد تا رکورد جهانی خود را با ۱۰۱۳ بازی در تیم بزرگسالان جشن بگیرد. |
| فردریکستاد               | ۸   | داگفین انرلی         | وینگر         | ۲۰۰۴–۲۰۰۵                               | |
| آرابه اونیدو             | ۲۱  | آمیلکار هنریکز       | هافبک         | ۲۰۰۳–۲۰۰۸ ۲۰۱۶–۲۰۱۷                     | پس از مرگ |
| چپو                      | ۷۷  | جاناتان رودریگز      | هافبک         | ۲۰۰۶–۲۰۰۹                               | پس از مرگ |
| یونیورسیتاریو            | ۲۲  | خوزه لوئیز کارانزا   | هافبک         | ۱۹۸۶–۲۰۰۴                               | |
| لخ پوزنان                | ۹   | پیوتر ریس            | مهاجم         | ۱۹۹۴–۱۹۹۸ ۲۰۰۲–۲۰۰۸ ۲۰۱۲–۲۰۱۳           | |
| لگیا ورشو                | ۱۰  | کازیمیرز دینا        | هافبک         | ۱۹۶۶–۱۹۷۸                               | پس از مرگ |
| ویدزف ووچ                | ۱۱  | ووجیمش اسمولارک      | مهاجم         | ۱۹۷۴–۱۹۷۸ ۱۹۸۰–۱۹۸۶                     | پس از مرگ |
| بنفیکا                   | ۲۹  | میکلوش فهر           | مهاجم         | ۲۰۰۲–۲۰۰۴                               | پس از مرگ |
| بوآویشتا                 | ۲۹  | ادو فریرا            | مهاجم         | ۲۰۱۶–۲۰۱۷                               | پس از مرگ در ۲۳ دسامبر ۲۰۱۷ درگذشت. این شماره در ۳ ژانویه ۲۰۱۸ بایگانی شد. لئوناردو آسودو آخرین بازیکنی بود که این شماره را داشت، اما در اواسط فصل ۲۰۱۷–2018 شماره پیراهنش را به ۵۹ تغییر داد. |
| لیریا                    | ۱۰  | هوگو کونیا           | هافبک         | ۲۰۰۴–۲۰۰۵                               | پس از مرگ؛ از سال ۲۰۰۹ دوباره می‌شود. |
| دینامو بخارست            | ۱۱  | کاتالین هیلدان       | هافبک         | ۱۹۹۴–۲۰۰۰                               | پس از مرگ |
| دینامو بخارست            | ۱۴  | پاتریک اکنگ          | هافبک         | ۲۰۱۶                                    | پس از مرگ |
| دینامو بخارست            | ۲۵  | یونل دانچیولسکو      | مهاجم         | ۱۹۹۵–۱۹۹۷ ۲۰۰۲–۲۰۰۹ ۲۰۱۰–۲۰۱۳           | |
| استوا بخارست             | ۷   | ماریوس لاکاتوش       | مهاجم         | ۱۹۸۳–۱۹۹۰ ۱۹۹۳–۲۰۰۰                     | شماره در ۷ ژوئیه ۲۰۲۱ بایگانی شد. |
| زسکا مسکو                | ۱۶  | سرهی پرخون           | دروازه‌بان     | ۲۰۰۱                                    | پس از مرگ |
| روبین کازان              | ۱۷  | لنار گیلمولین        | مدافع         | ۲۰۰۳–۲۰۰۷                               | پس از مرگ |
| روبین کازان              | ۶۱  | گوکدنیز کارادنیز     | هافبک         | ۲۰۰۸–۲۰۱۸                               | اسطوره باشگاه |
| اورال                    | ۲۳  | پیوتر هروستوفسکی     | مهاجم         | ۱۹۹۹ ۲۰۰۱–۲۰۰۳                          | پس از مرگ |
| هارت آف میدلوتیان        | ۲۶  | ماریوس زالیوکاس      | مدافع وسط     | ۲۰۰۷–۲۰۱۳                               | پس از مرگ |
| سانتانیکوس               | ۱۰  | ماجیکو گونزالز       | مهاجم         | ۱۹۷۷–۱۹۸۲ ۱۹۹۱–۱۹۹۹                     | اسطوره باشگاه |
| مونیسیپال لیمنیو         | ۱۱  | اسکار آرماندو دیاز   | مهاجم         | –۱۹۹۸                                   | پس از مرگ |
| نجران                    | ۲۰  | حسن الیامی           | مهاجم         | ۱۹۹۱–۱۹۹۶ ۲۰۰۵–۲۰۱۰                     | شماره در ۳۱ ژوئیه ۲۰۱۲ بایگانی شد. |
| رادنیچکی نیش             | ۱۰  | ایوان کرستیچ         | هافبک         | ۲۰۰۰                                    | پس از مرگ |
| اسپارتاک ترناوا          | ۹   | لادیسلاو کونا        | هافبک         | ۱۹۶۴–۱۹۸۰                               | پس از مرگ |
| ماریبور                  | ۱۹  | استیپ بالاییچ        | هافبکمدافع    | ۱۹۹۸–۲۰۰۵                               | اسطوره باشگاه |
| آژاکس کیپ‌تاون            | ۲۱  | سیسیل لولو           | مدافع         | ۲۰۰۹–۲۰۱۵                               | پس از مرگ |
| اورلاندو پایرتس          | ۱   | سنزو مییوا           | دروازه‌بان     | ۲۰۰۵–۲۰۱۴                               | پس از مرگ |
| اورلاندو پایرتس          | ۱۰  | جومو سونو            | هافبک         |                                         | اسطوره باشگاه |
| اورلاندو پایرتس          | ۱۳  | کلیفورد مولکو        | هافبک         | ۱۹۹۷–۱۹۹۸                               | پس از مرگ |
| اورلاندو پایرتس          | ۲۲  | لسلی مانیاتلا        | مهاجم         | ۲۰۰۰–۲۰۰۳                               | پس از مرگ |
| دائجئون هانا سیتی‌زن      | ۱۸  | کیم ائون-جونگ        | مهاجم         | ۱۹۹۷–۲۰۰۳ ۲۰۱۴                          | اسطوره باشگاه |
| دائجئون هانا سیتی‌زن      | ۲۱  | چوی یون سانگ         | دروازه‌بان     | ۱۹۹۸–۲۰۱۲                               | اسطوره باشگاه |
| بوسان آی‌پارک             | ۱۶  | کیم جو سونگ          | هافبک         | ۱۹۸۷–۱۹۹۲ ۱۹۹۴–۱۹۹۹                     | اسطوره باشگاه |
| چونبوک هیوندای موتورز    | ۲۰  | لی دونگ-گوک          | مهاجم         | ۲۰۰۹–۲۰۲۰                               | اسطوره باشگاه |
| کوردوبا                  | ۸   | خوان گارسیا دیاز     | مهاجم         | ۱۹۶۰–۱۹۷۰                               | پس از مرگ |
| اسپانیول                 | ۲۱  | دنیل خارکه           | مدافع         | ۲۰۰۲–۲۰۰۹                               | پس از مرگ |
| اکسترمادورا              | ۱۹  | خوزه آنتونیو ریس     | وینگر         | ۲۰۱۹                                    | پس از مرگ |
| رئال بتیس                | ۲۶  | میکی روکه            | مدافع         | ۲۰۱۰–۲۰۱۲                               | پس از مرگ |
| آسیریسکا                 | ۱۸  | ادی موسی             | مهاجم         | ۲۰۰۱–۲۰۱۰                               | پس از مرگ |
| هاماربی                  | ۱۰  | کندی بکیرجیوغلو      | هافبک         | ۱۹۹۹–۲۰۰۳ ۲۰۱۲–۲۰۱۸                     | به مدت ده سال بین ۲۰۱۹ و ۲۰۲۸ بایگانی شد. |
| هلسینگبورگس              | ۱۷  | هنریک لارشون         | مهاجم         | ۱۹۹۲–۱۹۹۳ ۲۰۰۶–۲۰۰۹                     | |
| کالمار                   | ۱۵  | جانی ارلاندسون       | وینگر         | ۱۹۷۳–۱۹۸۸                               | |
| نورشوپینگ                | ۱۸  | استفان تهوردارسون    | مهاجم         | ۲۰۰۴–۲۰۰۷ ۲۰۰۹                          | این پیراهن توسط تهوردارسون در طول بازگشت خود به باشگاه در فصل ۲۰۰۹ پوشیده شد. از سال ۲۰۱۷ دوباره پوشیده شده است. |
| اومئا آی‌کی               | ۶   | مالین مستروم         | هافبک         | ۱۹۹۵–۲۰۰۶ ۲۰۰۷                          | این پیراهن توسط مستروم در طول بازگشتش به باشگاه در فصل ۲۰۰۷ پوشیده شد. |
| اوسترش                   | ۶   | ماریو واسیلی         | مدافع وسط     | ۲۰۰۶–۲۰۱۸                               | شماره براش ۶ سال بایگانی شد. |
| بازل                     | ۲   | ماسیمو سکارونی       | مدافع         | ۱۹۸۷–۲۰۰۲                               | |
| سنت گالن                 | ۱۷  | مارک زلوگر           | مدافع         | ۱۹۹۴–۲۰۰۱ ۲۰۰۳–۲۰۱۰                     | |
| تی‌اوتی                   | ۱۹  | چانونت وونگ-آری      | مدافع         | ۲۰۰۹–۲۰۱۰                               | پس از مرگ |
| آلانیا اسپور             | ۹۰  | جوزف شورال           | مهاجم         | ۲۰۱۹                                    | پس از مرگ |
| استانبول باشاک‌شهیر       | ۱۲  | رجب طیب اردوغان      |               |                                         | رئیس‌جمهور ترکیه. یکی از حامیان قدیمی باشگاه. |
| کانزاس سیتی              | ۱۲  | لارن هالیدی          | هافبک         | ۲۰۱۳–۲۰۱۵                               | |
| نیویورک کاسموس           | ۹   | جورجو کینالیا        | مهاجم         | ۱۹۷۶–۱۹۸۳                               | شماره پس از مرگ در ژوئن ۲۰۱۴ بایگانی شد. |
| نیویورک کاسموس           | ۱۰  | پله                  | مهاجم         | ۱۹۷۵–۱۹۷۷                               | شماره در ۱ اکتبر ۱۹۷۷، در نیمه اول بازی تشریفاتی خود بایگانی شد. |
| نیویورک رد بولز          | ۹۹  | بردلی رایت-فیلیپس    | مهاجم         | ۲۰۱۳–۲۰۱۹                               | او در سال ۲۰۱۹ نیویورک ردبولز را ترک کرد، اما صاحب امتیاز باشگاه اعلام کرده بود که شماره او در آگوست ۲۰۱۸ بازنشسته خواهد شد. |
| پورتلند تیمبرز           | ۳   | کلایو چارلز          | مدافع         | ۱۹۷۸–۱۹۸۱                               | شماره پس از مرگ ۲۳ اوت ۲۰۰۳ در بایگانی شد. |
| رئال سالت لیک            | ۹   | جیسون کریس           | هافبکمهاجم    | ۲۰۰۵–۲۰۰۷                               | مراسم بایگانی در ۴ جولای ۲۰۱۱ برگزار شد. |
| تامپا بی رودایز          | ۶   | مایک کونل            | مدافع         | ۱۹۷۵–۱۹۸۴                               | شماره در ۱۰ اوت ۲۰۱۳ بایگانی شد. |
| تامپا بی رودایز          | ۱۲  | پری فان در بک        | هافبک         | ۱۹۷۸–۱۹۸۲ ۱۹۸۴ ۱۹۹۱–۱۹۹۳                | در ۱ اکتبر ۲۰۱۰ توسط بایگانی شد. |
| شاختار دونتسک            | ۳۳  | داریو سرنا           | مدافع         | ۲۰۰۳–۲۰۱۸                               | اسطوره باشگاه |
| زوریا لوهانسک            | ۳۳  | ماکسیم بیلیی         | هافبک         | ۲۰۱۰–۲۰۱۳                               | پس از مرگ |
| هوانگ آن گیا لای         | ۱۳  | کیاتیسوک سناموانگ    | مهاجم         | ۲۰۰۱–۲۰۰۶                               | اسطوره باشگاه |
| هوانگ آن گیا لای         | ۱۴  | وو با خوی            | مدافع         | ۲۰۰۳–۲۰۰۶                               | پس از مرگ |
| سوانسی سیتی              | ۴۰  | بیسن ایدریزج         | مهاجم         | ۲۰۰۹–۲۰۱۰                               | پس از مرگ |
| لیورپول                  | ۲۰  | دیگو ژوتا            | مهاجم         | ۲۰۲۰–۲۰۲۵                               | پس از مرگ |

## موارد خاص
| تیم                  | ش. | بازیکن          | پست               | سال‌های فعالیت                                    | یادداشت‌ها |
| -------------------- | -- | --------------- | ----------------- | ------------------------------------------------ | --- |
| آرژانتین             | ۱۰ | دیگو مارادونا   | هافبک             | ۱۹۷۷–۱۹۹۴                                        | شماره ۱۰ توسط اتحادیه فوتبال آرژانتین در اکتبر ۲۰۰۱ به افتخار مارادونا بایگانی شده بود. قبل از جام جهانی ۲۰۰۲، این اتحادیه فهرستی از ۲۳ بازیکن را برای این مسابقات ارائه کرد که از ۱ تا ۲۴ لیست شده بود و شماره ۱۰ حذف شده بود. فیفا لیست آرژانتین را رد کرد و رئیس وقت فیفا، سپ بلاتر پیشنهاد کرد که پیراهن شماره ۱۰ به دروازه بان سوم تیم، رابرتو بونانو داده شود. اتحادیه در نهایت یک لیست اصلاح شده با آریل ارتگا، که در ابتدا به عنوان شماره ۲۳ ذکر شده بود، به عنوان شماره ۱۰ ارائه کرد. شماره ۱۰ توسط بازیکنان دیگر نیز پوشیده شده است، به ویژه توسط لیونل مسی که مارادونا او را "جانشین خود" می‌دانست. |
| سیدنی                | ۱۵ | تری مک‌فلاین     | هافبک             | ۲۰۰۵–۲۰۱۴                                        | سیدنی رسماً پیراهن شماره ۱۵ را بایگانی نکرده است، اما از زمانی که مک‌فلاین در سال ۲۰۱۴ از فوتبال حرفه‌ای بازنشسته شد، این پیراهن به بازیکن دیگری اختصاص داده نشده است. |
| ایندپندینته          | ۲۳ | له آیدو پرسیادو | مهاجم             | ۱۹۹۵–۱۹۹۸ ۲۰۰۰–۲۰۰۱ ۲۰۰۴–۲۰۰۵ ۲۰۰۶–۲۰۰۸ ۲۰۱۱     | این شماره برای یک دوره ۲۳ ماهه (از مه ۲۰۱۲) به افتخار دومین گلزن برتر تاریخ باشگاه، از استفاده خارج شد. |
| اسلاویا پراگ         | ۷  | استانیسلاو فلچک | مهاجم             | ۲۰۰۴–۲۰۰۷ ۲۰۰۹–۲۰۱۳                              | به جای بایگانی این شماره، باشگاه تصمیم گرفت شماره را برای هر بازیکنی که در آینده این شماره را خواست مسدود کند، مشروط بر اینکه بازیکن متقاضی ۷ دستاورد بازی را داشته باشد. از جمله آنها می توان به زدن ۳ گل در مجموع در برابر اسپارتا پراگ، دعوت به تیم ملی خود، کسب جایزه بهترین گلزن و غیره اشاره کرد. با وجود اینکه میلان اسکودا شرایط لازم را در فصل ۱۷–۲۰۱۶ داشت، او ترجیح داد شماره ۲۱ خود را حفظ کند. در نهایت شماره ۷ به دنی پس از پیوستن او به این تیم برای فصل ۱۸–۲۰۱۷ داده شد. فلچک رضایت خود را اعلام کرد و دنی متعهد شد که برای رعایت معیارهای باقی مانده تلاش کند.                               |
| چلسی                 | ۲۵ | جان‌فرانکو زولا  | مهاجم             | ۱۹۹۶–۲۰۰۳                                        | چلسی به طور رسمی پیراهن شماره ۲۵ را بایگانی نکرده است، اما از زمانی که زولا در سال ۲۰۰۳ باشگاه را ترک کرد، این پیراهن به بازیکن دیگری اختصاص داده نشده است. |
| پورتسموث             | ۱۳ | آرون فلاهاوان   | دروازه‌بان         | ۱۹۹۴–۲۰۰۱                                        | پس از مرگ فلاهاوان در یک تصادف رانندگی در اوت ۲۰۰۱، پورتسموث و اولین باشگاه او، ساوتهمپتون، پیراهن شماره ۱ فصل ۰۲–۲۰۰۱ خود را به نشانه احترام بایگانی کردند. از فصل ۰۴–۲۰۰۳، پورتسموث پیراهن شماره ۱۳ را بایگانی کرد، زیرا این پیراهن شماره ۱۳ بود که فلاهاوان در بیشتر دوران حضورش در باشگاه بر تن می‌کرد. شماره ۱۳ تا سال ۲۰۱۱ بدون استفاده باقی ماند و به دروازه‌بان استفن هندرسون اختصاص یافت و از آن زمان مجدداً استفاده شد. |
| لیدز یونایتد         | ۱۷ | ماسیمو چلینو    | مالک              | ۲۰۱۴                                             | لیدز پیراهن شماره ۱۷ را به دلیل خرافات مالک ایتالیایی باشگاه، ماسیمو چلینو بایگانی کرد، زیرا ۱۷ در فرهنگ ایتالیا یک عدد بدشانس محسوب می‌شود. شماره در ژوئیه ۲۰۱۹ دوباره استفاده شد. |
| اکستر سیتی           | ۹  | آدام استانسفیلد | مهاجم             | ۲۰۰۶–۲۰۱۰                                        | این باشگاه پس از مرگ مهاجم بر اثر سرطان در ۱۰ اوت ۲۰۱۰، شماره ۹ را به مدت ۹ فصل بایگانی کرد. |
| وایکام واندررز       | ۱۴ | مارک فیلو       | هافبک             | ۲۰۰۴–۲۰۰۶                                        | فیلو در یک تصادف رانندگی کشته شد و پیراهن شماره ۱۴ بایگانی شد. بعداً مشخص شد که او به میزان قابل توجهی از حد مجاز رانندگی در حالت مستی فراتر رفته بوده و ماشینش به طرف دیگر جاده منحرف شده و یک مادر ۵۸ ساله و ۲ فرزندش را کشته. |
| ولورهمپتون واندررز   | ۱  | کارل ایکیمی     | دروازه‌بان         | ۲۰۰۳–۲۰۱۸                                        | کارل ایکیمی پس از بهبودی کامل از لوسمی حاد قبل از فصل ۲۰۱۸–۲۰۱۹ از فوتبال حرفه‌ای بازنشسته شد و باشگاه تصمیم گرفت پیراهنی را که قبلاً ایکیمی بر تن می‌کرد، خالی بگذارد، روی پاتریسیو که به تازگی به تیم پیوسته بود به‌طور غیرمعمول لباس شماره ۱۱ را پوشیده بود و سایر دروازه بانان تیم با اعدادی که به "۱" ختم می‌شوند. در سال ۲۰۲۱، شماره پس از امضای قرارداد با دروازه بان جدید خوزه سه و پس از اینکه ایکیمی علناً اعلام کرد که دوست دارد کسی شماره را استفاده کند مجدداً استفاده شد. |
| هاکا                 | ۱۴ | والری پوپوویچ   | مهاجم             | ۱۹۹۴–۲۰۰۸                                        | اولین شماره پیراهن بایگانی‌شده در تاریخ فوتبال فنلاند، شماره ۱۴ والری پوپوویچ، بازیکن سابق هاکا است. |
| لیون                 | ۱۶ | لوک بورلی       | دروازه‌بان         | ۱۹۹۸–۱۹۹۹                                        | پس از مرگ — در سال ۲۰۱۱ مورد استفاده قرار گرفت. |
| لیون                 | ۱۷ | مارک ویوین فو   | هافبک             | ۲۰۰۰–۲۰۰۳                                        | پس از مرگ — در سال ۲۰۰۸ مورد استفاده قرار گرفت. |
| کلن                  | ۱۰ | لوکاس پودولسکی  | وینگر             | ۲۰۰۲–۲۰۰۶ ۲۰۰۹–۲۰۱۲                              | باشگاه اعلام کرده بود تا زمانی که پودولسکی در سطح حرفه‌ای فوتبال بازی می‌کند، این شماره از استفاده خارج می‌شود. با این وجود، شماره ۱۰ در ژوئیه ۲۰۱۴ به پاتریک هلمس داده شد. |
| شالکه ۰۴             | ۷  | رائول           | مهاجم             | ۲۰۱۰–۲۰۱۲                                        | در زمانی که رائول باشگاه را ترک کرد، باشگاه قصد داشت این شماره را به طور نامحدود بایگانی کند. با این حال، بایگانی این شماره تنها یک سال به طول انجامید. مکس مایر از ۲۰۱۳ تا ۲۰۱۸ آن را پوشیده است. |
| پرسپولیس             | ۷  | علی پروین       | هافبک             | ۱۹۷۰–۱۹۸۷                                        | این شماره پس از بازنشستگی پروین بایگانی شد، اما پروین شماره را به حمید استیلی داد و از آن زمان این شماره برای همیشه بایگانی نشده است. عیسی آل کثیر مهاجم پرسپولیس در یک برنامه تلویزیونی از علی پروین اجازه گرفت تا پیراهن شماره ۷ را در فصل ۰۱–۱۴۰۰ بپوشد اما در نهایت این اتفاق نیفتاد و آل کثیر از همان شماره قبلی خود یعنی شماره ۷۲ استفاده کرد. |
| سپاهان               | ۴  | محرم نویدکیا    | هافبک             | ۱۹۹۸–۲۰۰۴ ۲۰۰۶–۲۰۱۶                              | اسطوره باشگاه |
| مکابی تل آویو        | ۱۲ | منی لوی         | مدافع             | ۲۰۰۰–۰۲                                          | در جریان بازی میان مکابی تل آویو و بیتار اورشلیم، لوی با سینه توپ را کنترل کرد و توپ را زد، به عقب دوید تا دفاع کند، اما زمین خورد. او بلند شد و برای بار دوم زمین. او متعاقباً در بیمارستان بود و از آن زمان به خانه بازگشت. این باشگاه ادعا می‌کند که شماره ۱۲ به طور غیر رسمی برای هواداران رزرو شده است. |
| لیورنو               | ۱۰ | ایگور پروتی     | مهاجم             | ۱۹۸۵–۱۹۸۸ ۱۹۹۹–۲۰۰۵                              | در دسامبر ۲۰۰۵، لیورنو رسما پیراهن شماره ۱۰ را بایگانی کرد. با این حال، پروتی که در دو صعود از سری سی به سری آ هدایت خط حمله را بر عهده داشت و کاپیتان تیمش بود و به سرعت به عنوان یکی از محبوب‌ترین بازیکن در میان طرفداران شهرت پیدا کرد، اعلام کرد که مایل است شماره ۱۰ مجدداً برای بازیکن دیگری استفاده کند تا به سفارش او "به کسی این رویا را بده تا روزی آن را بپوشد." این از فصل ۲۰۰۷–۰۸ که در آن فرانچسکو تاوانو با شماره ۱۰ بازی می‌کرد، مؤثر واقع شد. |
| آ.ث. میلان           | ۳  | پائولو مالدینی  | مدافع چپمدافع وسط | ۱۹۸۴–۲۰۰۹                                        | پیراهن به طور کامل بایگانی نشده بود. مالدینی به پسرانش اجازه داده است که پیراهن شماره ۳ را در صورتی که هر یک از آنها به صورت حرفه‌ای برای باشگاه بازی کنند، انتخاب کنند. |
| آ.اس. رم             | ۶  | آلدایر          | مدافع وسط         | ۱۹۹۰–۲۰۰۳                                        | زمانی که این بازیکن در سال ۲۰۰۳ باشگاه را ترک کرد، شماره پیراهن از سوی باشگاه بایگانی شده بود. زمانی که کوین استروتمن در سال ۲۰۱۳ به رم پیوست، درخواست مجوز برای پوشیدن شماره ۶ کرد. پس از رضایت آلدایر، باشگاه با این درخواست موافقت کرد. |
| ساگان توسو           | ۱۷ | ساکاتا میچیتاکا | بازیکن نیست       | ۲۰۰۱–                                            | این پیراهن پس از مرگ وی بایگانی شد، به افتخار میچیتاکا که نقشی کلیدی در تأسیس توسو فیوچرز سابق و احیای آن با عنوان ساگان توسو ایفا کرد و به دلیل سرطان کلیه در ۷ ژانویه ۲۰۰۰ درگذشت. شماره ۱۷، برگرفته از روز از مرگ وی، برای بایگانی انتخاب شد. این شماره بعداً به هواداران باشگاه نیز تقدیم شد، بنابراین آنها مانند اکثر باشگاه‌های لیگ برتر فوتبال ژاپن، شماره ۱۲ را بایگانی نکرده‌اند. |
| الاخاء الاهلی عالیه  | ۲۰ | محمد عطوی       | هافبک             | ۲۰۱۸–۲۰۲۰                                        | الاخاء الاهلی عالیه پس از مرگ عطوی در سال ۲۰۲۰ به دلیل اصابت گلوله سرگردان، شماره ۲۰ را بایگانی کرده است. باشگاه این شماره را برای دو فصل بایگانی کرده است - از سال ۲۰۲۰ تا ۲۰۲۲ - مدت زمانی که عطوی در باشگاه بود. |
| گوادالاخارا          | ۱۱ | رامون مورالس    | هافبک             | ۱۹۹۸–۲۰۱۱ ۲۰۱۳– (به عنوان بخشی از کادر مربیگری). | این شماره هرگز به طور رسمی بایگانی نشد، اما در فاصله زمانی بین خروج مورالس و بازگشت او به عنوان مربی، خارج از مسابقات آمریکا استفاده نشد. همه بازیکنانی که قصد پوشیدن این پیراهن را دارند باید از مورالس اجازه بگیرند. اکنون ایساک بریزوئلا آن را می‌پوشد. |
| پاچوکا               | ۸  | گابریل کابایرو  | هافبکمهاجم        | ۱۹۹۸–۲۰۰۲ ۲۰۰۳–۲۰۰۴ ۲۰۰۵–۲۰۰۹                    | شماره او فقط به مدت ۵ سال به طور موقت بایگانی شد. پس از آن دوره، دوباره فعال شد و در سال ۲۰۱۴ به ایروینگ لوزانو داده شد. |
| اونیورسیداد ناسیونال | ۱۲ | سرخیو برنال     | دروازه‌بان         | ۱۹۸۹–۱۹۹۷ ۱۹۹۸–۲۰۰۱ ۲۰۰۳–۲۰۱۰                    | شماره در سال ۲۰۱۰ بایگانی شد، سپس دوباره استفاده شد. |
| آژاکس                | ۳۴ | عبدالحق نوری    | هافبک             | ۲۰۱۶–۲۰۱۷                                        | نوری پس از رنج شدید از آریتمی قلبی که او را مجبور به ترک فوتبال کرد، در بازی به زمین افتاد. شماره ۳۴ از آن زمان تاکنون استفاده نشده است. |
| استابک               | ۷  | کریستر باسما    | مدافع وسط         | ۱۹۹۵–۱۹۹۸                                        | باشگاه برای ارج نهادن به خدمات او برای باشگاه، این شماره را بایگانی کرده بود. با این حال، بایگانی پس از فصل ۲۰۰۴ لغو شد و شماره به هنینگ هاوگر داده شد. |
| یونیورسیتاریو        | ۹  | لولو فرناندز    | مهاجم             | ۱۹۳۰–۱۹۵۳                                        | شماره فقط برای فصل ۲۰۱۳ بایگانی شد. |
| مادرول               | ۱۰ | فیل اودانل      | هافبک             | ۱۹۹۰–۱۹۹۴ ۲۰۰۴–۲۰۰۷                              | اودانل در سال ۲۰۰۷ هنگام بازی برای مادرول در مقابل داندی یونایتد بیهوش شد. بعداً در بیمارستان اعلام شد که او مرده است. پیراهن شماره ۱۰ توسط برادرزاده او دیوید کلارکسون در فصل ۰۹-۲۰۰۸ پوشیده شد. از زمان خروج کلارکسون در ژوئن ۲۰۰۹، بایگانی نشده است، اما برای هیچ بازیکن دیگری استفاده نشده است. |
| دانفرملاین اتلتیک    | ۴  | نوری مک‌کاتی     | مدافع             | ۱۹۸۱–۱۹۹۶                                        | پس از اینکه کاپیتان باشگاه، مک‌کاتی در ۸ ژانویه ۱۹۹۶ در خانه‌اش در نتیجه مسمومیت مونوکسید کربن مرده پیدا شد، باشگاه این شماره را بایگانی کرد. در آن زمان، باشگاه‌های لیگ اسکاتلند از پیراهن‌های شماره ۱ تا ۱۱ استفاده می‌کردند، بنابراین برای باقی مانده فصل ۱۹۹۵-۱۹۹۶، به جای آن از شماره ۱۲ استفاده شد. با این حال، این شماره برای همیشه بایگانی نشد و از آن زمان مجدداً استفاده شد. |
| اورلاندو پایرتس      | ۲۲ | لسلی مانیاتلا   | مهاجم             | ۲۰۰۳−۲۰۰۰                                        | پس از مرگ مانیاتلا در یک تصادف اتومبیل در اوت ۲۰۰۳، این باشگاه شماره ۲۲ را بایگانی کرد. با این حال، طبق قوانین کنفدراسیون فوتبال آفریقا پیراهن‌ها در مسابقات باشگاهی قاره‌ای باید از ۱ تا ۳۰ شماره‌گذاری شوند، بنابراین پایرتس آن را در موارد خاص دوباره استفاده کرد. |
| رئال اویدو           | ۱۰ | پیتر دابوفسکی   | هافبک             | ۱۹۹۵–۲۰۰۰                                        | لیگ فوتبال اسپانیا به اویدو اجازه داد تا شماره ۱۰ را فقط برای فصل ۲۰۰۰–۲۰۰۱ به عنوان یک استثنا در قوانین خود بایگانی کند. در پایان فصل شماره ۱۰ مجدداً استفاده شد. |
| بارسلونا             | ۲۱ | لوییس انریکه    | هافبک             | ۱۹۹۶–۲۰۰۴                                        | به عنوان بازیکن آزاد از رقبیب دیرینه، رئال مادرید به باشگاه پیوست و هشت سال را در بارسلونا گذراند و حتی کاپیتان این تیم هم شد. این پیراهن فقط به مدت دو سال بایگانی شد (۰۶-۲۰۰۴)، زیرا لالیگا اجازه بایگانی دائمی را نمی‌داد. پیراهن شماره ۲۱ در سال ۲۰۰۶ به لیلیان تورام اعطا شد. پس از ورود او به باشگاه در سال ۲۰۲۰، فرنکی دی یونگ در حال حاضر پیراهن شماره ۲۱ را دارد که آن را از کارلس آلنیا گرفته است. |
| سویا                 | ۱۶ | آنتونیو پوئرتا  | مدافع چپوینگر چپ  | ۲۰۰۴–۲۰۰۷                                        | شماره به طور کامل بایگانی نشده است. پس از مرگ پوئرتا بر اثر ایست قلبی در اولین بازی لالیگا ۲۰۰۷-۲۰۰۸، به طور موقت بایگانی شد، با این حال، قوانین فدراسیون فوتبال اسپانیا می‌گوید که باشگاه‌ها باید از شماره ۱ تا ۲۵ برای ترکیب ثابت خود استفاده کنند و در نتیجه، دیوید پریتو این شماره را در سال ۲۰۰۸ به افتخار دوستش پوشید. این به یک سیاست باشگاه تبدیل شده است که شماره ۱۶ را برای بازیکنانی که از آکادمی جوانان می‌آیند، به عنوان ادای احترام به پوئرتا، که محصول آکادمی جوانان بود، استفاده کند. |
| گالاتاسرای           | ۳  | بولنت کورکماز   | مدافع وسط         | ۱۹۸۴–۲۰۰۵                                        | علیرغم اعلام باشگاه مبنی بر بایگانی، این شماره مجددا استفاده شده است. |
| لس آنجلس گلکسی       | ۱۳ | کوبی جونز       | هافبک             | ۱۹۹۶–۲۰۰۷                                        | این شماره به طور رسمی توسط گلکسی بایگانی نشده بود اما از زمان بازنشستگی جونز، پوشیده نشده بود. در سال ۲۰۱۷ به جرمین جونز داده شد. |
| تامپا بی رودایز      | ۷  | استیو وگرل      | مهاجم             | ۱۹۷۷–۱۹۸۱ ۱۹۸۴ ۱۹۸۸–۱۹۹۰                         | اگرچه شماره او توسط تیم قدیمی در سال ۱۹۸۹ بایگانی شده بود، تیم فعلی آن را دوباره استفاده کرد. |

## تقدیم به هواداران

### شماره ۱۲
برخی از باشگاه‌ها شماره‌ای را به هواداران خود اختصاص می‌دهند و آن را برای هیچ بازیکنی استفاده نمی‌کنند. رایج‌ترین عدد برای این کار ۱۲ است که از توصیف هواداران به عنوان "یار دوازدهم" است. باشگاه‌ها و تیم‌هایی که شماره ۱۲ را بایگانی کرده‌اند عبارتند از:
- تیرانا
- ملبورن ویکتوری
- پرث گلوری
- کلوب بروژ
- خنک
- سارایوو
- اتلتیکو مینیرو [note ۱]
- آوای [note ۱]
- فلامینگو [note ۱]
- بوتف پلوودیف
- مونترال
- بیجینگ گوان
- چانگچون یاتای
- شاندونگ لیونگ
- تیانجین تایگرز
- شائوشینگ کچیائو یوئجیا
- هایدوک اسپلیت
- اومانیا
- اسپارتا پراگ
- آرهوس
- اودنسه
- بریستول راورز
- اکستر سیتی
- گیلینگام
- آکسفورد یونایتد
- اولدهام اتلتیک
- پلیموث آرگیل
- پورتسموث
- ردینگ
- فلورا
- لانس
- میکلین پالویلیات
- آرمینیا بیلفلد
- بایرن مونیخ
- مونشن گلادباخ
- روت‌وایس اسن
- کوبلنتس
- وردربرمن
- پائوک
- فرنتس‌واروش
- اوپیشت
- کرالا بلاسترز
- پرسیجا جاکارتا
- تراکتور
- فولاد
- پرسپولیس
- کورک سیتی
- شامروک راورز
- آتالانتا
- چزنا
- جنوآ
- لاتزیو
- پالرمو
- پارما
- تورینو
- سئول
- چونبوک هیوندای موتورز
- اینچئون یونایتد
- ججو یونایتد
- سئول یونایتد
- اکراناس
- ترنگانو
- والتا
- مونتری
- اونال
- گوادالاخارا
- یانگون یونایتد
- یاداناربون
- دانشگاه تکنولوژی تانلین
- آیندهوون
- فاینورد
- ویتسه
- زووله
- رودا جی‌سی کرکراد
- استارت
- وولرنگا
- پوگون شچچین
- لخ پوزنان
- پولونیا ورشو
- ویتوریا گیمارش
- اسپورتینگ لیسبون
- راپید بخارست
- زنیت سنت پترزبورگ
- زسکا مسکو
- آبردین
- هیبرنیان
- ستاره سرخ بلگراد
- ای‌آی‌کی
- هاماربی
- مالمو
- سوندسوال
- بازل
- آفریقایی
- بانکوک یونایتد
- چونبوری
- پلیس ترو
- موانگتونگ یونایتد
- پورت
- بوریرام یونایتد
- فنرباغچه
- سیواس‌اسپور
- دینامو کیف
- آتلانتا یونایتد
- هانوی

یادداشت
1. علیرغم بایگانی شماره "۱۲"، باشگاه های برزیلی مجبورند آنها را برای مسابقات کونمبول مانند جام لیبرتادورس که در آن تیم‌ها باید از ۱ تا ۲۵ متوالی شماره‌گذاری شوند، دوباره استفاده کنند.

### سایر اعداد بایگانی‌شده
- ای‌آی‌کی و دیورگاردن شماره ۱ را برای هواداران خود بایگانی می‌کنند.
- ایندی الون شماره ۱۱ را برای حامیان خود بایگانی می‌کند.
- ردینگ، نوتس کانتی و برینا شماره ۱۳ را برای هواداران خود بایگانی می‌کنند، پاناتینایکوس این شماره را به افتخار گیت ۱۳، اولتراهای مستقر در گیت مربوطه در مسابقات خانگی، بایگانی می‌کند. بین سال‌های ۲۰۰۲ و ۲۰۰۷، نوریچ سیتی پیراهن شماره ۱۳ را برای "طرفداران" بایگانی کرد و پس از آن توسط دکلان رود پوشیده شد، در حالی که شروزبری تاون پیراهن شماره ۱۳ را برای هوادارانی که در مسابقات پیش‌فصل برنده می‌شوند، بایگانی می‌کند.
- پس از کسر ۱۵ امتیاز، لیدز یونایتد پیراهن شماره ۱۵ را فقط برای فصل ۰۸-۲۰۰۷ بایگانی کرد.
- بورسااسپور شماره ۱۶ را برای هواداران خود بایگانی کرده است.
- بورنموث از شماره ۲۷ برای جایگاه استیو فلچر استفاده می‌کند که اکثریت هواداران تندرو را در خود جای داده است، شماره ۵۰ برای "یار دوازدهم" و پیراهن شماره ۹۹ برای طلسم خود، خرس گیلاس.
- گیلینگهام از شماره ۱۳ برای جایگاه "رینهام اند" استادیوم پریستفیلد استفاده می‌کند زیرا این جایگاه اکثریت هواداران پرشور را در خود جای داده است.
- اولدهام اتلتیک شماره ۴۰ را برای هواداران خود بایگانی کرده است.
- لوادیاکوس شماره ۱۰ را برای رئیس باشگاه، یانیس کوبوتیس بایگانی کرده است.
- لستر سیتی شماره ۵۰ را برای طلسم فیلبرت فاکس که در هر بازی بر روی پیراهن خود می‌پوشد، بایگانی کرده است.
- آپوئل به افتخار PAN.SY.FI (اولتراهای آپوئل) پیراهن شماره ۷۹ را بایگانی کرده است، برای نشان دادن سال تاسیس گروه، ۱۹۷۹.
- روچدیل پیراهن شماره ۵۵ را در ۱۳ ژانویه ۲۰۱۷ به افتخار جاشوا مک‌کورمک پنج ساله که در نبرد با سرطان شکست خورد بایگانی کرد.
- آتلانتا یونایتد شماره ۱۷ را برای هواداران خود و اشاره به فصل افتتاحیه خود در لیگ برتر بایگانی می‌کند. برای فصل ۲۰۲۱، این باشگاه همچنین شماره ۴۴ را به عنوان بخشی از ادای احترام تیم‌های ورزشی منطقه آتلانتا به یاد هنک آرون، که در ۲۲ ژانویه ۲۰۲۱ درگذشت، بایگانی کرد، جایی که همه تیم‌های ورزشی در این منطقه شماره ۴۴ را بایگانی کردند.
- ساگان توسو برای تقدیم به هواداران خود شماره ۱۷ را بایگانی کرد.
- شماره پیراهن بایگانی‌شده برادفورد سیتی شماره ۸ در تمام گروه‌های سنی تیم‌ها است، پس از مرگ غم‌انگیز بازیکن آکادمی تومی سولومون، اظهار داشت که "برای همیشه با او می ماند".